# امیل حبیبی
اِمیل حبیبی (۲۸ ژانویه ۱۹۲۲ – ۲ مهٔ ۱۹۹۶) سیاستمدار، روزنامه‌نگار و رمان‌نویس فلسطینی-اسرائیلی بود.از جمله عرب‌هایی که پس از هجرت بزرگ در سال ۱۹۴۸ در فلسطین که اسرائیل در آن بنیان نهاد شده، ماندند. او در محافل ادبی عرب و غیر عرب فعالیت سیاسی و فرهنگی داشت و یکی از برجسته‌ترین فعالان و رهبران عرب در حزب کمونیست اسرائیل بود که منجر به عضویت او در کنست شد. به عنوان عضو کنست برای احزاب کمونیستی ماکی و راکه خدمت کرد. امیل حبیبی علاوه بر فعالیت سیاسی طولانی‌اش در حزب کمونیست، یکی از برجسته‌ترین داستان‌نویسان فلسطینی و عرب به‌شمار می‌رود. آثار او به چندین زبان ترجمه شده است.

## زندگی و پیشه
او در حیفا، ناحیهٔ لیدا، قیمومیت بریتانیا بر فلسطین، در ۲۸ ژانویه ۱۹۲۲ در خانواده ای پروتستان به دنیا آمد. پدرش شکری، از شفا عمرو نزدیک حیفا و مادرش ورده حبیبی بود. او تحصیلات خود را در مدرسه ابتدایی المعارف در حیفا، سپس در مدرسهٔ سنت لوک در عکا گذراند و پس از آن از سال ۱۹۳۸ تا ۱۹۳۹ به مدرسهٔ مار لوقا در حیفا رفت و تحصیلات متوسطهٔ خود را در آنجا به پایان رساند.

### در سیاست
زندگی سیاسی او تحت تأثیر رویدادهای انقلاب ۱۹۳۶–۱۹۳۹ در فلسطین شکوفا شد و در سال ۱۹۴۰ به صفوف حزب کمونیست فلسطین پیوست. حبیبی میان شماری از پیشه‌ها جابجا شد. او در پالایشگاه‌های نفت در حیفا کار می‌کرد و سعی می‌کرد با مکاتبه در دانشگاه لندن تحصیلات خود را ادامه دهد. سپس در سال ۱۹۴۰ به عنوان گوینده در ایستگاه رادیویی به قدس نقل مکان کرد، اما در سال ۱۹۴۳ از کار در آنجا استعفا داد تا به عنوان دبیر حزب کمونیست فلسطین در حیفا به کار حزبی بپردازد. او یکی از اعضای برجسته اتحادیه روشنفکران عرب بود که در سال ۱۹۴۱ تأسیس شد و یکی از همکاران مجلهٔ آن، «الغد» بود. در سال ۱۹۴۴، به دنبال تقسیم قومیتی که بین عرب‌ها و یهودیان درون حزب کمونیست در سرپرستی فلسطین رخ داد، حبیبی یکی از بنیانگذاران اتحادیه ملی آزادی در فلسطین بود که شامل اکثر کمونیست‌های عرب در فلسطین بود که از حزب کمونیست موجود جدا شدند. او در مهٔ ۱۹۴۴ در انتشار روزنامهٔ «الاتحاد» مشارکت داشت. او در سال ۱۹۴۶ به همراه تعدادی از روشنفکران عرب در انتشار هفته‌نامه‌ای به نام «المهماز» که در فلسطین، اردن و عراق انتشار گسترده‌ای یافت، شرکت کرد. اما آن هفته‌نامه عمر زیادی نداشت.
حبیبی در جریان نکبت ۱۹۴۸ توانست از شهر رام‌الله محل زندگی خود به شهر حیفا که توسط نیروهای اسرائیلی اشغال شده بود، نقل مکان کند. او در پایان سپتامبر ۱۹۴۸ نقش برجسته‌ای ایفا کرد و اعضای عرب اتحادیه آزادیبخش ملی را که در مناطق عربی اشغال شده توسط دولت اسرائیل باقی مانده بودند، به حزب کمونیست اسرائیل منتقل کرد. حبیبی سال‌ها بین سال‌های ۱۹۵۲ تا ۱۹۷۲ نمایندهٔ حزب کمونیست اسرائیل در کنست بود. او در سال ۱۹۵۶ از شهر حیفا به شهر ناصره نقل مکان کرد. حبیبی بین سالهای ۱۹۷۲ و ۱۹۷۷ ریاست هیئت تحریریهٔ روزنامهٔ «الاتحاد» را که حزب کمونیست به زبان عربی منتشر می‌کرد، برعهده داشت و در آن مقالات هفتگی با امضای «جهینه» نوشت. او همچنین در هیئت تحریریه مجلهٔ «الجدید» شرکت داشت. بین سال‌های ۱۹۷۷ و ۱۹۸۰، رهبری حزب او را به پراگ فرستاد تا در هیئت تحریریه مجله «مشکلات صلح و سوسیالیسم» که توسط احزاب کمونیست منتشر می‌شد، نمایندگی کند. حبیبی پس از بازگشت به وطن بار دیگر سردبیری «الاتحاد» را بر عهده گرفت که در سال ۱۹۸۳ موفق شد آن را به روزنامه تبدیل کند.
حبیبی به سمت‌های حزبی خود در کمیتهٔ مرکزی و دفتر سیاسی حزب و سردبیری روزنامهٔ «الاتحاد» ادامه داد تا اینکه در اوایل سال ۱۹۸۹ بین او و هم‌حزبی‌هایش اختلافی افتاد در مورد موضع حزب دربارهٔ سیاست پرسترویکا که توسط میخائیل گورباچف، رهبر شوروی دنبال شد و حبیبی به شدت از آن حمایت می‌کرد. در نتیجه این اختلاف، حکم برکناری وی از سردبیری روزنامه الاتحاد صادر شد و در ۸ مهٔ همان سال استعفا داد. سپس در اوت ۱۹۹۱ خروج نهایی خود را از صفوف حزب کمونیست اسرائیل اعلام کرد و خود را کاملاً وقف فعالیت ادبی نمود.

### در ادبیات
امیل حبیبی از دهه ۱۹۴۰، قبل از تاریخ انتشار اولین رمانش، داستان‌های زیادی منتشر کرده است. اولین رمان او، «شش‌ضلعی شش روز» (به عربی: سداسية الأيام الستة) در سال ۱۹۶۸ منتشر شد و در مورد آنچه پس از جنگ شش روزهٔ ۱۹۶۷، زمانی که کرانه باختری و نوار غزه تحت اشغال اسرائیل افتاد، سخن می‌گوید که این اشغال جدید به بسیاری از خانواده‌های فلسطینی، که برخی از آنها در روز نکسه آواره شدند و برخی در سرزمین‌های ۱۹۴۸ ماندند، اجازه داد دوباره متحد شوند و پدران و مادران، پسران و دخترانی را ببینند که نزدیک به بیست سال دوری از آن‌ها بزرگ شده بودند. امیل حبیبی در «شش‌ضلعی شش روز» توانست بسیاری از داستان‌های دلخراش پر از موقعیت‌های دردناک انسانی را به تصویر بکشد و ابعاد انسانی شخصیت فلسطینی که گرفتار درگیری‌های سیاسی پی در پی شده بود، آشکار کند.
رمان بعدی او «وقایع غریب غیب شدن سعید ابونحس خوشبدبین» (به عربی: الوقائع الغريبة في اختفاء سعيد أبي النحس المتشائل) (۱۹۷۲) او را در ردیف نویسندگان بزرگ رمان عربی قرار داد که در چارچوب چیزی که به نام کمدی سیاه نامیده می‌شود، نوشته شده است. در این رمان، واقعیت‌های روزمرهٔ زندگی بخشی از فلسطینی‌ها را روایت می‌کند که به حاشیه رانده شده است. او به دلیل اینکه فلسطینی تحت اشغال است و در فقر و تهیدستی زندگی می‌کند، به حاشیه رانده شده است. رمان این حقایق را با عمق فرهنگی میراث عربی شخصیت فلسطینی، حتی اگر یک شخصیت ساده باشد، با قرار دادن ابیاتی از شعر کهن عربی به عنوان سرفصل‌های اضافی یا با توضیح برخی از فصل‌ها، در چارچوب آنچه که به آن فرآیندهای بینامتنی در متن روایی گفته می‌شود، ترکیب می‌کند. مهم‌ترین نکته در رمان، از هر دو بعد هنری و محتوایی، کلیشه‌سازی شخصیت فلسطینی و تشدید آن با استفاده از کلمهٔ «خوشبدبین» از واژه‌های «بدبین و خوش‌بین» است. به طوری که انتساب صحیح او به یکی از دو ویژگی نسبت داده شده، سخت می‌شود؛ او به همان اندازه که خوش‌بین است، بدبین است. او در عین حال نه بدبین است و نه خوش‌بین. نام شخصیت محوری رمان، «سعید ابی‌النحس» نشان‌دهندهٔ همپوشانی یاد شده است، زیرا او با وجود میل به «سعید بودن» (خوشبخت بودن)، خوشحال است در حالی که «منحوس» (بدشانس) است. به گفتۀ علی معموری در آسو، «داستان سعید شرح حال انسان فلسطینی‌ای است که نه فلسطینی‌ها او را به جهت شغلش از خود می‌دانند و نه اسرائیلی‌ها به جهت اصل فلسطینی‌اش به او نظر خودی دارند. امیل حبیبی در واقع شرح حال خود را در این رمان بازگو می‌کند.» 
نمایشنامه‌های او از استقبالی که از رمان‌هایش شد، بهره نبرد. امیل حبیبی در سال ۱۹۹۵ یک مجلهٔ ادبی ماهانه به نام «مشارف» منتشر کرد که انتشار آن در رام‌الله و حیفا به‌طور همزمان بی‌نظیر بود و نشان‌دهندهٔ ارتباط میان دو بخش از یک موقعیت فرهنگی فلسطین بود.
امیل حبیبی برندهٔ شماری جوایز عربی و بین‌المللی شد. نشان برای فرهنگ، هنر و ادبیات در سال ۱۹۹۰ از سازمان آزادیبخش فلسطین دریافت کرد. در سال ۱۹۹۲، دولت اسرائیل در مراسمی رسمی جایزهٔ ادبی اسرائیل را به او اعطا کرد که پذیرش آن سر و صدای زیادی در محافل فرهنگی فلسطینی و عربی برانگیخت و حبیبی ارزش نقدی آن را به جمعیت هلال احمر فلسطین برای کمک مجروحان انتفاضهٔ اول فلسطین، اهدا کرد.

## درگذشت و بزرگداشت

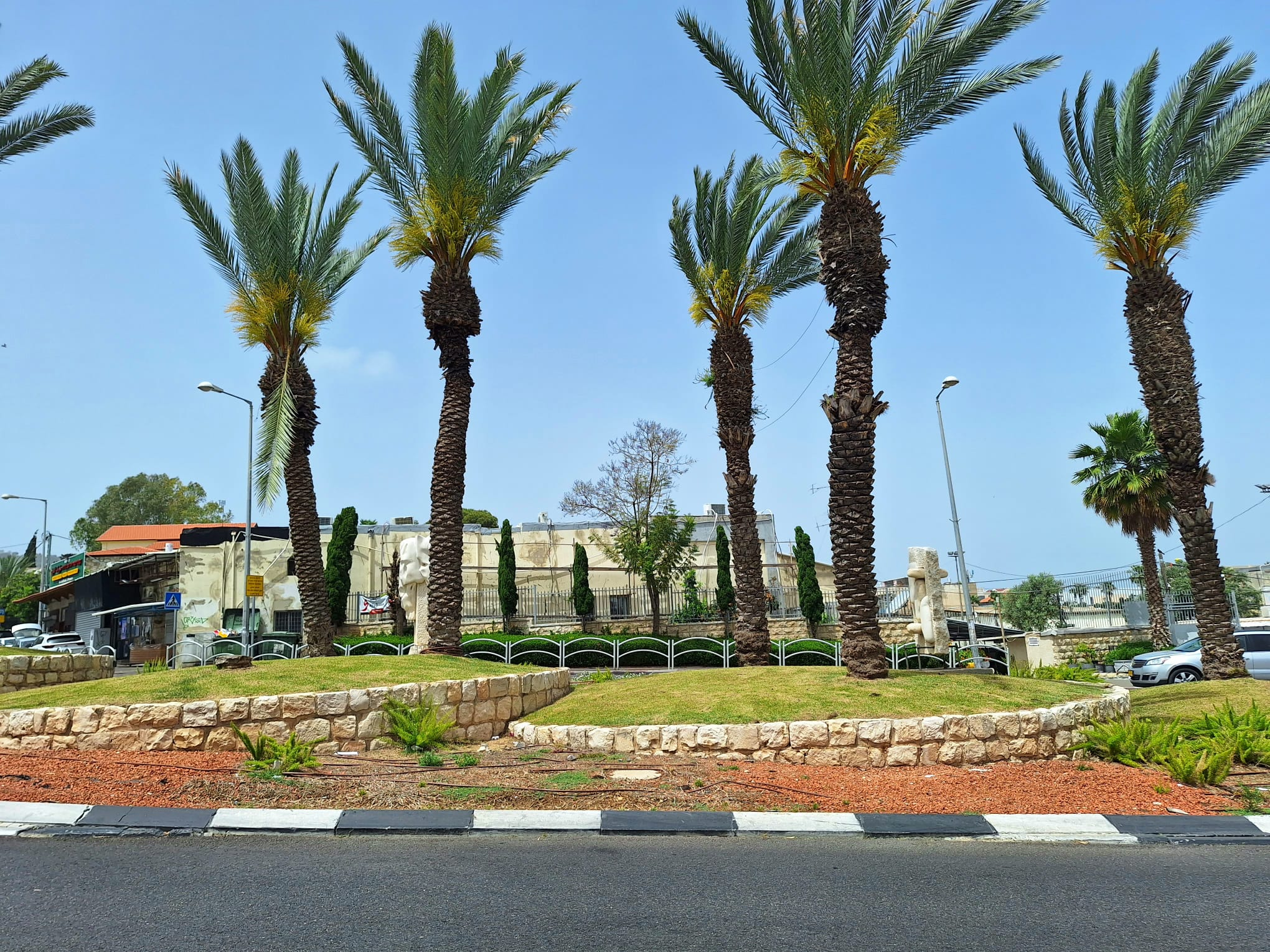
میدانی به نام امیل حبیبی، در شهر حیفا.

امیل حبیبی در ۲ مهٔ ۱۹۹۶ در ناصره درگذشت و به درخواست او در حیفا به خاک سپرده شد، پس از آن که وی درخواست کرد بر قبرش عبارت «باقی در حیفا» نوشته شود. شهرداری حیفا یکی از میادین این شهر را به نام امیل حبیبی و شهرداری رام‌الله نیز یکی از خیابان‌های آن را به نام او نامگذاری کرد.

## آثار
از جمله عناوین عربی رمان‌های ادبی وی:
- سداسية الإيام الستة: ۱۹۶۸
- الوقائع الغريبة في اختفاء سعيد أبي النحس المتشائل: ۱۹۷۲
- أخطية: ۱۹۸۵
- خرافية سرايات بنات الغول: ۱۹۹۱

نمایشنامه‌ها:
- لكع بن لكع: ۱۹۸۰
- أم الربابيكا: ۱۹۹۲

دیگر موضوعات:
- نحو عالم بلا أقفاص: رسائل ومقالات فكرية: ۱۹۹۳